# غدب غربي
غدب غربي (باللاتينية: Scrophularia occidentalis ) هو نوع نباتي يتبع جنس الغدب من الفصيلة الغدبية.